# チャールズ・F・マクミラン

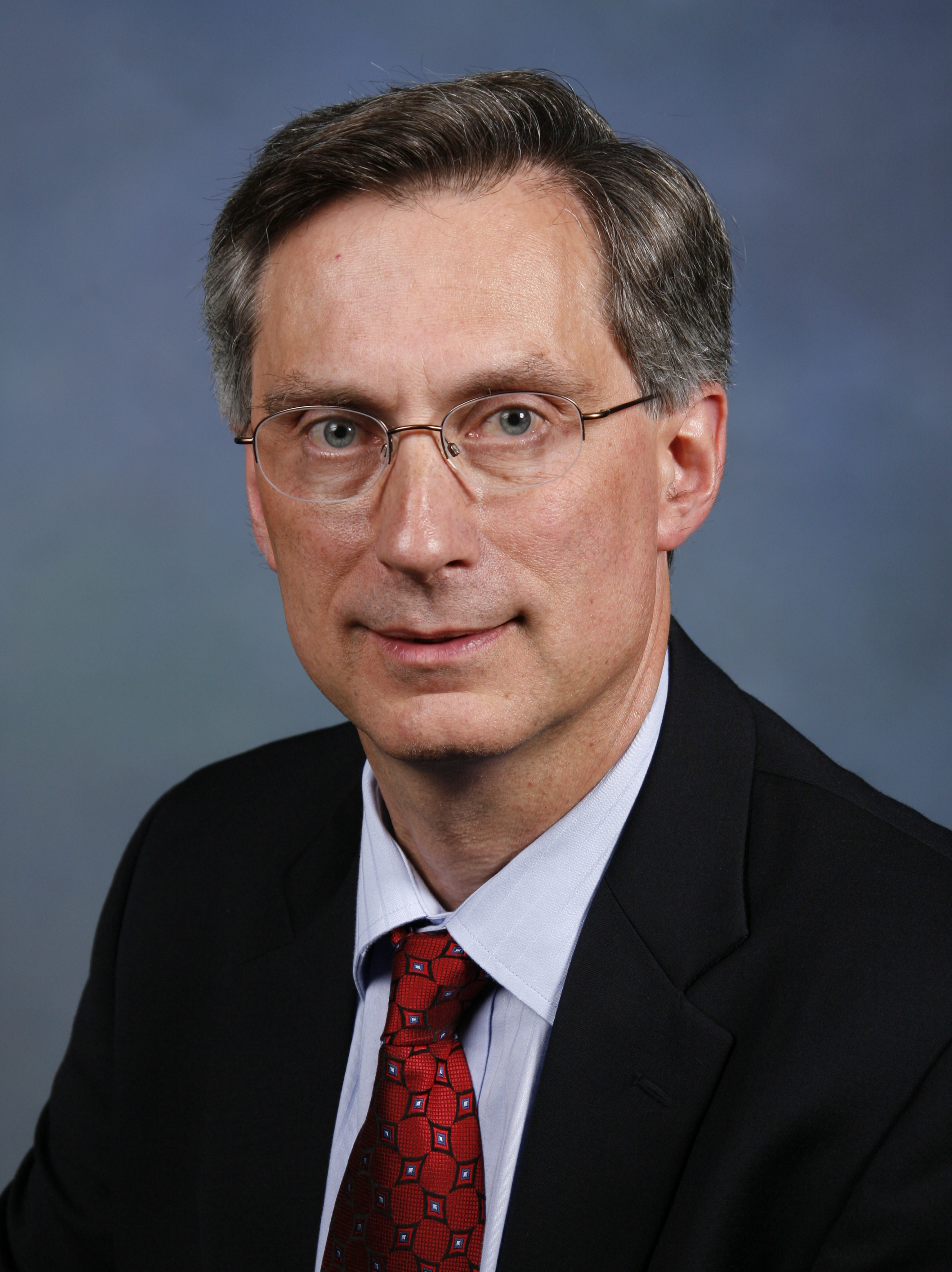
チャールズ・F・マクミラン

チャールズ・F・マクミラン（英: Charles F. McMillan、1954年10月25日 - 2024年9月6日）は、アメリカの核物理学者で、ロスアラモス国立研究所の第10代所長を務めた。2011年6月1日付で就任し、マイケル・R・アナスタシオの後任となった。

## 生涯
1954年10月25日、アメリカ合衆国のアーカンソー州で生まれた。父は物理学者で母は数学教師だった。マサチューセッツ工科大学で物理学の博士号、コロンビア・ユニオン・カレッジで数学と物理学の学士号を取得した。ローレンス・リバモア国立研究所で20年以上勤務した後、2011年にロスアラモス国立研究所の第10代所長に就任。2017年に退職し、2024年9月6日に交通事故で亡くなった。